# La Quintrala (miniserie)
La Quintrala es una miniserie de televisión chilena basada en la biografía de la terrateniente colonial, Catalina de los Ríos y Lisperguer, producida por Televisión Nacional de Chile y emitida desde el 30 de abril al 2 de julio de 1987.
Escrita por Telmo Meléndez, con la colaboración de Erika Ortega, con la dirección general de Vicente Sabatini, bajo la producción ejecutiva de Sonia Füchs.
Protagonizada por Raquel Argandoña, narra vida de Catalina de los Ríos y Lisperguer, conocida popularmente como La Quintrala, quien fue una dama de la aristocracia santiaguina del siglo XVII, acusada de asesinatos y brujería. 
Su grabación fue entre junio y septiembre de 1986 en la Hacienda San Vicente (actual Instituto Agrícola Pascual Baburizza) de Los Andes, Región de Valparaíso, cuya ambientación estuvo a cargo del escenógrafo Pedro Miranda. La música es del compositor Tomás Lefever.

## Argumento
Según el guion del escritor y periodista chileno Telmo Meléndez, se relata la vida de Catalina de los Ríos y Lisperguer, un personaje histórico que en la serie se presenta como una cruel y poderosa hacendada del siglo XVII. 
Esta miniserie de sólo diez capítulos es una de las más recordadas por los televidentes. Ello, porque era la primera vez que se llevaba a la televisión la historia de "La Quintrala", una mujer considerada como maligna y endemoniada, que logró ser interpretada magistralmente por Raquel Argandoña, siendo destacable en su empoderamiento del personaje en forma notable si se tiene presente que no tenía una formación actoral curricular. Descuellan además las actuaciones de José Soza, Loreto Valenzuela, Exequiel Lavanderos, entre otros.
Catalina de Los Ríos y Lisperguer vivió entre 1600 y 1665 en Santiago de Chile, durante La Colonia. Se dice que era una mujer que poseía poderes sobrenaturales y que tenía pactos con el demonio. Era pelirroja y vestía como hombre. Todos la llamaban La Quintrala, apodo que se debía a su pelo rojizo, el que era asociado al fruto de ese color del árbol denominado quintral.
Era la época en que los araucanos habían destruido todas las ciudades al sur del río Biobío, quedando sólo en pie Chillán, Concepción, Santiago, La Serena y Valparaíso. Quienes sobrevivieron a estas luchas (españoles y sus descendientes), llegaron huyendo de la zona central, tratando de reconstruir ahí la reciente Colonia.
La historia fue ambientada en el siglo XVII, una época donde Santiago veía surgir la vida social en plena Plaza Mayor de Santiago, la que fue recreada en una hacienda de Los Andes, Región de Valparaíso, a cargo del escenógrafo de TVN, Pedro Miranda. El vestuario y las escenografías son dignas de mención y contribuyen paralelamente al mérito de la serie.

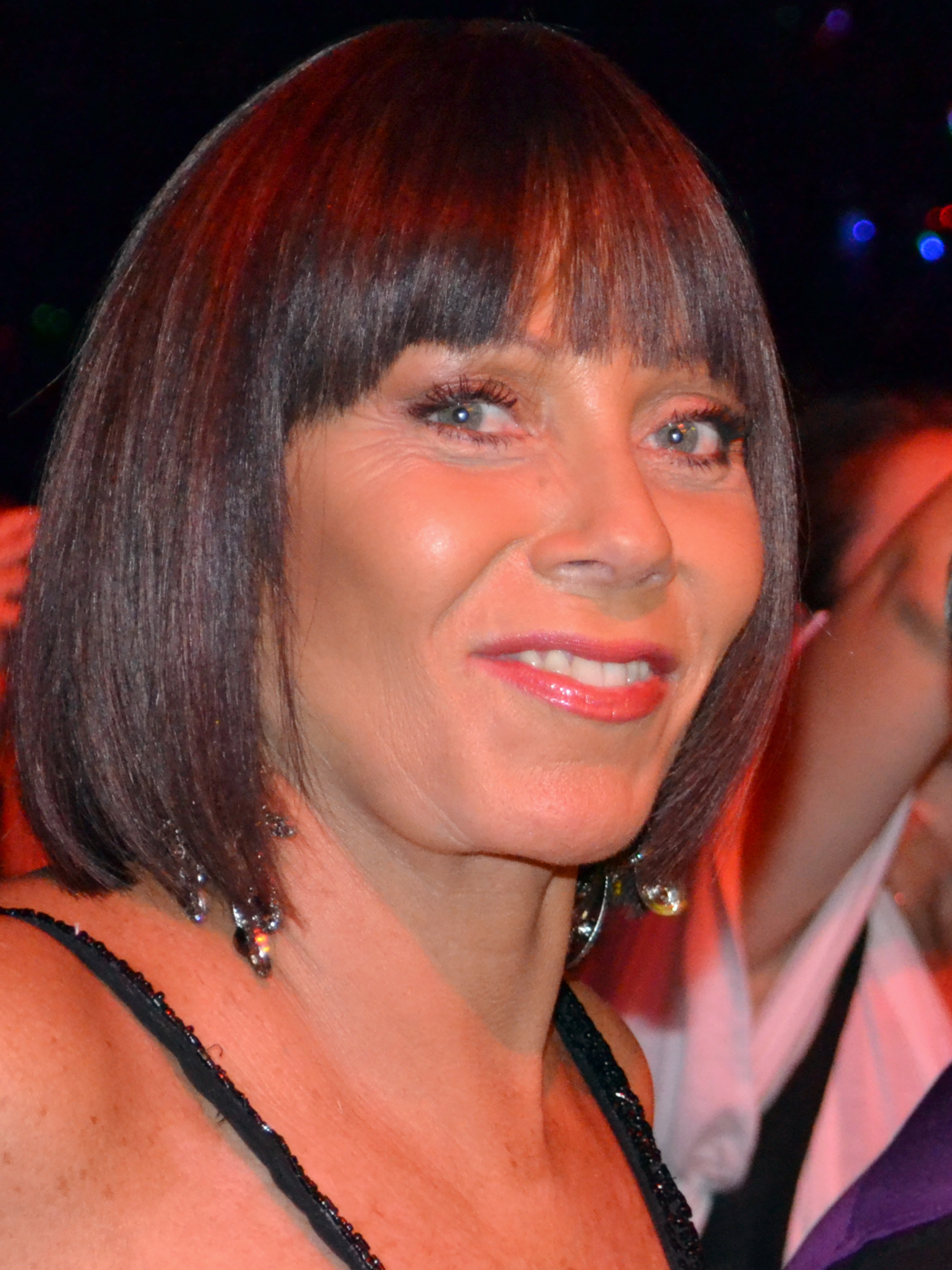
Raquel Argandoña quien interpretó a Catalina Lisperguer y Flores y a La Quintrala.

## Historia
Ambientada en el naciente Chile del siglo XVII, la historia se centra en un período de la vida de La Quintrala, que es el más potente en cuanto al ejercicio del poder y a todas las diabluras que hizo. Catalina de los Ríos y Lisperguer (Raquel Argandoña) es una mujer más de veinte años que se ha mantenido soltera, porque ella no acepta que nada ni nadie le diga lo que tiene que hacer. 
Los Lisperguer son una de las familias más poderosas en el Santiago de aquella época, pero en la ciudad se dice que ha establecido un pacto con el Diablo y que comete diversos crímenes, además del sacrilegio de expulsar de su casa al Cristo de Mayo, imagen religiosa muy venerada en el Chile del siglo XVII.
Criada por su abuela Águeda Flores (Malú Gatica) y por su empleada Rufina (Loreto Valenzuela), Catalina se convirtió en una hermosa mujer, que cautivaba e intimidaba a los hombres de la región por su extrema belleza e indomable personalidad. Pero al único hombre que Catalina respeta es a Fray Juan de la Puente (Nelson Brodt), el fraile de la ciudad que defiende y perdona todos sus aterrantes castigos y crueldad ante los enemigos de ella. 
La Quintrala gozaba de mala fama, se le acusa de haber asesinado a su padre, Gonzalo de los Ríos (Carlos Matamala), dándole un pollo envenenado en su lecho de enfermo, de haber azotado a los esclavos y asesinar a sus amantes. Esta malvada mujer se mueve con total seguridad e impunidad, en un mundo violento, dominado por soldados, y bajo la atenta y castigadora mirada de la Real Audiencia. 
Sin embargo, sus romances clandestinos con Juan de Moya (John Knuckey), y varios amantes, y su casamiento  con Alonso de Campofrio y Carvajal (Exequiel Lavandero) cuya familia era descendiente de los Nobles Roco de los Condes de Urgel y la Casa de Barcelona.
Cuando el agustino Fray Juan de la Fuente visita la hacienda, Catalina, ya anciana (María Teresa Fricke) ya rrepentida, pide confesar sus crímenes y sus actos diabólicos, mientras el pueblo saquea su hacienda.

## Reparto

### Primera parte: Catalina Lisperguer
- Raquel Argandoña como Catalina Lisperguer y Flores
- Nelson Brodt como Juan de la Puente
- Malú Gatica como Águeda Flores de Talagante
- Arnaldo Berríos como Alonso de Ribera y Zambrano
- Loreto Valenzuela Rufina
- Roxana Campos como Catana
- Mario Bustos como Tomás Aventura
- Carlos Matamala como Gonzalo de los Ríos y Encio
- Pedro Villagra como Pedro Lisperguer y Flores
- Mónica Sifrind como Magdalena Lisperguer y Flores
- Fedora Kliwadenko como María Lisperguer y Flores
- Alex Zisis como Juan Rodulfo Lisperguer y Flores
- Elena Muñoz como Rosario Álvarez de Pimentel y Reyes
- Rubén Darío Guevara como Francisco Álvarez de Pimentel
- Luz Jiménez como Mencia Reyes y León
- María Teresa Fricke como Catalina de los Ríos y Lisperguer (anciana)
- Catalina Larraín como Catalina de los Ríos y Lisperguer (niña)

#### Recurrentes
- Jorge Araneda como Ernesto Álvarez de Pimentel y Reyes
- Tichi Lobos como Brianda Álvarez de Pimentel y Reyes
- Angélica Vallejos como Inés de Córdoba y Aguilera
- Ernesto Gutiérrez como Aguacil Mayor
- Gonzalo Fabres como Mayordomo
- Mabel Farías como Juana
- Rosa Ramírez como Marcela
- Alfredo Mendoza como Ambrosio
- Patricio Gaete como Calcu
- Luis Montoya como Guardia

### Segunda parte: Catalina de los Ríos
- Raquel Argandoña como Catalina de los Ríos y Lisperguer "La Quintrala".
- María Teresa Fricke como Catalina Lisperguer y Flores (adulta).
- Nelson Brodt como Fray Juan de la Puente.
- Malú Gatica como Águeda Flores y Talagante
- John Knuckey como Juan de Moya.
- María Izquierdo como Francisca.
- Exequiel Lavandero como Alonso Campofrío de Carvajal.
- Mónica Carrasco como Mercedes Machado de Chávez.
- José Soza como Oídor Hernando Machado de Chávez.
- Loreto Valenzuela como Rufina.
- Roxana Campos como Catana.
- Pedro Villagra como Pedro Lisperguer y Flores.
- Mónica Sigfrind como Magdalena Lisperguer y Flores.
- Jorge Rodríguez como Juan Pacheco y Lisperguer.
- Aldo Bernales como Indio Lorenzo.
- Rodolfo Bravo como Asencio Casio.
- Óscar Hernández como Juan del Pozo y Silva.
- Hugo Medina como Oídor Alonso de Solorzano y Velasco.
- Mario Montilles como Oídor Juan de la Huerta y Gutiérrez.
- Juan Arévalo como Oídor Juan de Peña y Salazar.
- Rodrigo Álvarez como Oídor Francisco Millán.
- Víctor Carvajal como Oídor Gaspar Narváez de Valdalomar.
- David Guzmán como Alguacil Mayor Manuel Prado.
- Sergio Madrid como Alguacil Melchor de Cárdenas.
- Carlos Matamala como Gonzalo de los Ríos y Encio.
- Pina Brandt como María de los Ríos y Encio.
- Luis Vera como Juan Rodolfo Lisperguer de García.
- Mario Bustos como Tomás Aventura.
- Marcial Edwards como Enrique Enríquez de Guzmán.
- Mario Poblete como Jerónimo Altamirano de los Ríos.
- Domingo Tessier como Obispo Francisco de Salcedo.
- Aldo Parodi como Padre Luis Venegas.
- Mabel Guzmán como India Isabel.
- Pelluco Villagra como Indio Jordan.
- Héctor Aguilar como Indio Tomasillo.
- Patricio Andrade como Indio Pedro "Pelo en Pecho".

#### Recurrentes
- Lucio Leoz como Juez Antonio Ramírez de Laguna.
- Valerio Arredondo como Obispo Gaspar Villaroel.
- Eduardo Barril como Oídor Nicolás Polanco y Santillana.
- Carmen Disa Gutiérrez como Carmen.
- Alfredo Molina como Gonzalo Campofrío de los Ríos.
- Catalina Larraín como Catalina de los Ríos (Niña).
- Jonathan Knuckey como Fray Juan de la Puente (Niño).
- Carla Stein como Josefina Altamirano de los Ríos.
- Alberto Rivera como Criado de Enrique.
- Angelica Vallejos como Inés de Córdoba y Aguilera.
- Pedro Gaete como Indio Calcu.
- Manuel Ríos como Indio Juan "Trompetero".
- Jéssica Walker como India Polonia.
- Mabel Farías como India Juana "Juanilla".
- Rosa Ramírez como India Marcela.
- Iseda Sepúlveda como India Micaela.
- Adela García como  India Mariana.
- Héctor Ramírez como Médico.
- Gonzalo Fabres como Mayordomo.
- Hernán Prat como Guardia.
- Jaime Troncoso como Guardia.
- Victor Delgado como Guardia.
- Juan Garretón como Guardia.
- Luis Montoya como Guardia.
- Regildo Castro como Guardia.
- Sandro Larenas como Guardia.
- Pablo Krögh como Soldado.
- Sergio Schmied como Soldado.
- Victor Mix como Indio Viejo.
- Alfredo Mendoza como Ambrosio.
- Glora Becerra como Jerónima.
- Otilio Castro como Soldado.

## Realizadores
- Producción ejecutiva: Sonia Fuchs
- Guion: Telmo Méndez
- Dirección general: Vicente Sabatini
- Dirección de actores: Ana Reeves
- Producción general: Cecilia Stoltze
- Diseño de vestuario: Marco Correa
- Diseño de peinados: Patricio Araya
- Diseño de maquillaje: Gloria Lucavechi
- Escenografía: Pedro Miranda
- Ambientación: Sergio Zapata
- Iluminación: Juan Arntz
- Compositor musical: Tomás Lefever

## Repeticiones
Esta miniserie ha sido retransmitida en cuatro oportunidades:
- Entre el 3 y el 14 de octubre de 1988, a las 19.15 horas, con la excepción del día 5 de octubre, en el cual se celebró el plebiscito que definía la continuidad del Gobierno de Augusto Pinochet.
- Entre el 15 y el 18 de septiembre de 1995, en el horario de las 22 horas.
- A partir del 13 de diciembre de 2018, en las plataformas digitales de TVN.
- El día 1 de noviembre de 2023, como parte de su programación especial de Halloween, el canal TVN3, la señal del recuerdo de TVN presenta una maratón de la emblemática miniserie a contar de las 13:00 horas hasta la medianoche.[1]

## Versiones
- La doña (2011) es la segunda versión de la historia de La Quintrala. Producida por Chilevisión, dirigida por Vicente Sabatini y protagonizada por Claudia Di Girolamo y Juan Falcón.